# Ленточный сиган
Ленточный сиган, или червеобразный сиган (лат. Siganus vermiculatus), — вид лучепёрых рыб из семейства сигановых (Siganidae). Широко распространены в Индо-Тихоокеанской области. Максимальная длина тела 45 см.

## Описание
Тело высокое, овальной формы, сжато с боков, покрыто мелкой циклоидной чешуёй. Щёки полностью покрыты чешуёй. Чешуйки перекрывают друг друга. Средний участок груди покрыт чешуёй. Высота тела укладывается 1,9—2,2 раза в стандартную длину тела. Верхний профиль головы выпуклый, но над глазами слегка вогнутый. Рыло немного выступает вперёд, тупое. Передняя ноздря с лоскутом, ширина которого немного увеличивается в задней части. В спинном плавнике 13 колючих и 10 мягких лучей. Перед плавником расположена направленная вперёд маленькая колючка, которая часто покрыта кожей. В анальном плавнике 7 колючих и 9 мягких лучей. У молоди колючие лучи спинного плавника с четвёртого по восьмой наиболее длинные, а у особей длиннее 10 см — самый длинный последний колючий луч. В анальном плавнике самым длинным является последний колючий луч. Мягкие части спинного и анального плавников выше колючих частей. Жёсткие лучи спинного и анального плавников соединены с ядовитыми железами, которые располагаются у их основания. В брюшных плавниках 2 колючих и 3 мягких луча. В грудных плавниках 16—17 мягких лучей. Хвостовой плавник слабовыемчатый. Позвонков 13. Между боковой линией и основанием спинного плавника проходит 17—26 рядов чешуи.

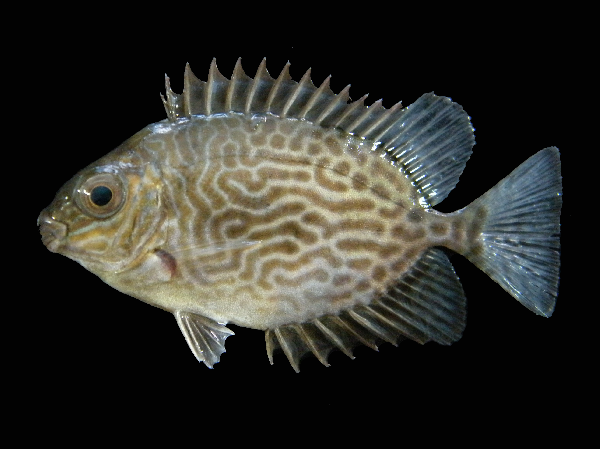
Молодь ленточного сигана

Голова и тело полностью покрыты лабиринтообразным узором из волнистых линий разного цвета. На теле тёмные участки коричневатые; на голове тёмные линии коричневато-жёлтые или золотисто-жёлтые; на щеках — синие. Светлые линии голубоватые сверху, переходящие в серебристые снизу. Тёмные линии гораздо шире светлых на затылке и голове, примерно равные по ширине в задней части тела. Тёмные пятна на мягких частях спинного и анального плавников расположены рядами. На хвостовом плавнике пятна расположены в 4 вертикальных ряда. Грудные плавники гиалиновые. Брюшные плавники тёмные, наружные колючий и мягкий лучи коричневые или золотисто-жёлтые. По мере роста рыб узор становится всё более сложным и запутанным. В нерестовый период окраска рыб изменяется.
Максимальная длина тела 45 см, обычно до 30 см. Самки ленточного сигана достигают масса тела 2,8 кг.

## Биология
Обитают в прибрежных водах на глубине от 0 до 20 м, предпочитают эстуарии и мангры. Взрослых особей иногда можно встретить в чистых водах вблизи коралловых рифов или над песчаным дном. Толерантны к значительным колебаниям абиотических факторов (температура от 19 до 38 С; солёность 2—55‰; содержание растворённого кислорода — до 1,2 мг/л; рН 6,2—8,4). Питаются и днём, и ночью, соскабливая обрастания с водной растительности и корней мангровых деревьев. 

### Размножение
Самки ленточного сигана впервые созревают при длине тела 12 см в возрасте около одного года. У берегов Фиджи нерестятся в сентябре — феврале с пиком в ноябре — феврале. Нерест связан с лунными циклами и наблюдается на 7—8 день после новолуния. В нерестовый период образуют значительные скопления до нескольких сотен особей. Для нереста каждая пара особей отделяется от основной группы. Во время нереста узор на теле у самцов и самок почти исчезает, появляется широкая горизонтальная тёмная полоса, разделяющая тело на две равные более светлые части. Края спинного, хвостового и анального плавников темнеют, что создаёт впечатление чёрной рамки вокруг тела. Плодовитость 350 тысяч икринок. Икра донная, клейкая. Личинки ведут пелагический образ жизни. Продолжительность личиночной стадии составляет 23—27 дней. Постличинки встречаются на расстоянии до 24 км от побережья. Молодь обитает в солоноватых и пресных водах мангр, образуя небольшие стайки.

## Ареал
Распространены в Индо-Тихоокеанской области от Индии вдоль побережья Юго-восточной Азии до Микронезии (острова Палау и Гуам), юга Меланезии (Вануату, Новая Каледония и Фиджи) и Австралии.

## Взаимодействие с человеком
Ленточный сиган является важной промысловой рыбой в Индии, Шри-Ланка, Фиджи. Ловят донными тралами, сетями и ловушками. Также попадается в качестве прилова. Считается столовой рыбой премиум класса. Реализуется в свежем виде. Предпринимаются попытки выращивания в аквакультуре.